# Mozazaur
Mozazaur (Mosasaurus) – rodzaj wymarłych jaszczurek morskich z rodziny mozazaurów (Mosasauridae); jego nazwa oznacza „jaszczur znad Mozy” (łac. Mosa „Moza”; gr. σαυρος sauros „jaszczurka”). Była to jedna z największych jaszczurek w dziejach.
Mosasaurus żył w okresie późnej kredy (mastrycht, około 71–66 mln lat temu) na terenach obecnych: Europy (Belgia, Holandia, Szwecja, Polska), Ameryki Północnej (USA; stany Dakota Południowa i New Jersey), Afryki, Nowej Zelandii i być może Japonii. Jego szczątki po raz pierwszy znaleziono w okolicach miasta Maastricht w Holandii w 1780. Był jednym z najpóźniejszych, najbardziej zaawansowanych ewolucyjnie i największych przedstawicieli Mosasauridae; Mosasaurus hoffmanni – największy znany gatunek rodzaju – mógł osiągać ponad 17,5 m długości (u okazu z Penzy sama czaszka mierzyła prawdopodobnie ponad 1,7 m). Czaszka M. hoffmanni była najmniej kinetyczna spośród Mosasauridae. Prawdopodobnie M. hoffmanni był zwierzęciem pływającym przy powierzchni, na co wskazują dość duże oczodoły i słabo wykształcone narządy węchu, przypuszczalnie w dość głębokich wodach przybrzeżnych. W miejscu żołądka u jednego z okazów M. missouriensis odnaleziono kości ryby skrzelokształtnej.
Bell (1997) uważa rodzaj Mosasaurus za parafiletyczny.